# چندوظیفگی انسانی

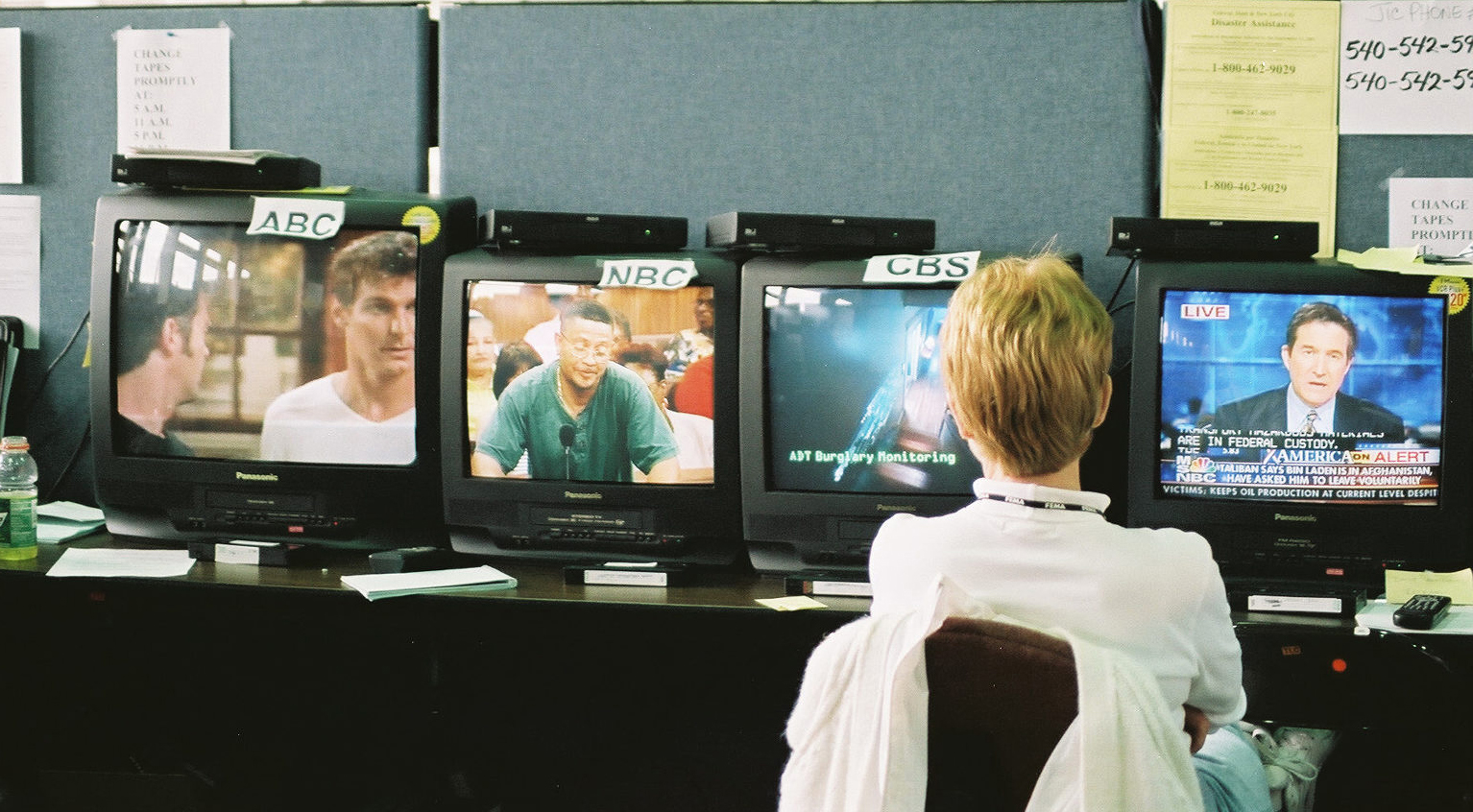
نیویورک، نیویورک، ۲۷ سپتامبر ۲۰۰۱ - کارکنان FEMA باید از آخرین اخبار مربوط به حملات تروریستی به مرکز تجارت جهانی و پنتاگون مطلع باشند. عکس از بری رودریگز/ عکس خبری FEMA

چند وظیفگی به انگلیسی multitasking به شرایطی گفته می‌شود که یک فرد به ظاهر به صورت همزمان در حال انجام چندین وظیفه است . این عبارت برگرفته از چند وظیفگی رایانه‌ای است. نمونه‌ای از چند وظیفگی می‌تواند پاسخ‌دادن به یک تماس تلفن در حین نوشتن یک نامه باشد. برخی بر این باورند که چندوظیفگی می‌تواند به سبب تعویض زمینه منجر به اتلاف وقت گردد و بر اثر عدم توجه کافی بروز خطا را افزایش دهد.